# إيمي هنتر
إيمي هنتر (بالإنجليزية: Amy Hunter)‏ هي عارضة وممثلة أمريكية، ولدت في 6 مايو 1966 في بوسطن في الولايات المتحدة.

## أعمال

### مسلسلات
- المحيط الهادي الأزرق

## وصلات خارجية
- إيمي هنتر على موقع IMDb (الإنجليزية)
- إيمي هنتر على موقع قاعدة بيانات الفيلم (الإنجليزية)